# Den Blå Planet
Den Blå Planet är ett kombinerat salt- och sötvattensakvarium utanför Köpenhamn i Danmark, med drygt 20 000 fiskar fördelade på 53 akvarier. Akvariet öppnade i mars 2013. Den Blå Planet har ersatt Danmarks Akvarium, som grundades på 1930-talet i Charlottenlund och stängde i november 2012. Den nya anläggningen ligger på ön Amagers östkust i Kastrup, Tårnby kommun.
Det största av akvarierna är 7–8 meter djupt och genom detta går en passage för besökare. Besökarna befinner sig därmed "inne i akvariet" och kan studera fiskarna från alla håll. Ett annat av de större akvarierna (för kallt saltvatten) ligger "utomhus för fiskarna", och här kan man bland annat studera simmande andfåglar underifrån. En särskild avdelning för giftiga fiskar finns också. Förutom de, inom akvariehobbyn inte helt ovanliga, vackra men giftiga drakfiskarna finns även den i Japan populära fugu-fisken. Här finns även säl, maneter, och flera arter av haj och rocka.
Skillnaden mellan stimlevande fisk och bottenlevande, revirhävdande fisk, demonstreras med pirayor respektive havskatt. Även den från tiden i Charlottenlund omtalade elektriska ålen finns kvar.  För ciklidintresserade finns även en särskild avdelning för dessa akvariefiskar. Även krokodiler, andra reptiler och diverse amfibier, samt tropiska ormar finns att studera.